# La Congolaise
La Congolaise is het volkslied van Congo-Brazzaville. De tekst is gemaakt door Levent Kimbangui en de muziek door Français Jacques Tondra.

## Franse tekst
En ce jour le soleil se lève 

Et notre Congo resplendit. 

Une longue nuit s'achève, 

Un grand bonheur a surgi. 

Chantons tous avec ivresse 

le chant de la liberté. 
REFREIN:

Congolais, debout fièrement partout,

Proclamons l'union de notre nation,

Oublions ce qui nous divise,

soyons plus unis que jamais,

Vivons pour notre devise:

Unité, travail, progrès!

Vivons pour notre devise:

Unité, travail, progrès!
Des forêts jusqu'à la savanne,

Des savannes jusqu'à la mer,

Un seul peuple, une seule âme,

Un seul coer, ardent et fier,

Luttons tous, tant que nous sommes,

Pour notre vieux pays noir.
REFREIN
Et s'il nous faut mourir, en somme

Qu'importe puisque nos enfants,

Partout, pourront dire comme

On triomphe en combattant,

Et dans le moindre village

Chantent sous nos trois couleurs.
REFREIN
Onafhankelijke staten: Algerije · Angola · Benin · Botswana · Burkina Faso · Burundi · Centraal-Afrikaanse Republiek · Comoren · Congo-Brazzaville · Congo-Kinshasa · Djibouti · Egypte · Equatoriaal-Guinea · Eritrea · Ethiopië · Gabon · Gambia · Ghana · Guinee · Guinee-Bissau · Ivoorkust · Kaapverdië · Kameroen · Kenia · Lesotho · Liberia · Libië · Madagaskar · Malawi · Mali · Marokko · Mauritanië · Mauritius · Marokko · Mozambique · Namibië · Niger · Nigeria · Oeganda · Rwanda · Sao Tomé en Principe · Senegal · Seychellen · Sierra Leone · Somalië · Soedan · Swaziland · Tanzania · Tsjaad · Togo · Tunesië · Zambia · Zimbabwe · Zuid-Afrika · Zuid-Soedan
Niet algemeen erkende landen: Somaliland · Westelijke Sahara
Afhankelijke gebieden: Mayotte · Réunion (onofficieel) · Saint Helena, Ascension and Tristan da Cunha (onofficieel)